# Suctobelbella messneri
Suctobelbella messneri är en kvalsterart som beskrevs av Manfred Moritz 1971. Suctobelbella messneri ingår i släktet Suctobelbella och familjen Suctobelbidae. Inga underarter finns listade i Catalogue of Life.